# Lijst van rijksmonumenten in Elst (Gelderland)
De plaats Elst in de gemeente Overbetuwe telt 16 inschrijvingen in het rijksmonumentenregister. Hieronder een overzicht.
| Object                                                         | Oorspronkelijke functie?  | Bouwjaar                                                 | Architect | Locatie                       | Coördinaten?                  | Nr.?   | Afbeelding                        |
| -------------------------------------------------------------- | ------------------------- | -------------------------------------------------------- | --------- | ----------------------------- | ----------------------------- | ------ | --------------------------------- |
| Toren van de Sint-Werenfriduskerk                              | Kerk en kerkonderdeel     | laat 15e eeuw                                            |           | Grote Molenstraat 2           | 51° 55' 11" NB, 5° 50' 58" OL | 14947  | Toren van de Sint-Werenfriduskerk |
| Sint-Werenfriduskerk                                           | Kerk en kerkonderdeel     | midden 15e eeuw                                          |           | Grote Molenstraat 2           | 51° 55' 11" NB, 5° 50' 58" OL | 14948  | Meer afbeeldingen                 |
| De Haer                                                        | Boerderij                 | derde kwart of midden 19e eeuw                           |           | Rijksweg Zuid 88              | 51° 54' 2" NB, 5° 49' 58" OL  | 14949  | Meer afbeeldingen                 |
| Gepleisterde boerderij met wolfdak, gedekt door riet en pannen | Boerderij                 | 18e eeuw (jaartalankers)                                 |           | Snodenhoeksestraat 20         | 51° 55' 42" NB, 5° 50' 10" OL | 14950  | Meer afbeeldingen                 |
| Moordkruis. Een hardstenen gotisch moordkruis                  | Gedenkteken               |                                                          |           | Hollanderbroeksestraat bij 27 | 51° 55' 45" NB, 5° 49' 42" OL | 14951  | Meer afbeeldingen                 |
| Terrein waarin sporen van bewoning                             | Archeologisch monument    | IJzertijd, Romeinse Tijd en Late Middeleeuwen            |           |                               | 51° 56' 2" NB, 5° 50' 1" OL   | 47089  | Upload foto                       |
| Terrein waarin sporen van bewoning                             | Archeologisch monument    | IJzertijd, Romeinse Tijd en Late Middeleeuwen            |           |                               | 51° 55' 5" NB, 5° 49' 1" OL   | 47091  | Upload foto                       |
| Terrein waarin sporen van bewoning                             | Archeologisch monument    | IJzertijd, Romeinse Tijd, Vroege- en Late Middeleeuwen   |           |                               | 51° 54' 21" NB, 5° 48' 34" OL | 47092  | Upload foto                       |
| Terrein waarin sporen van bewoning                             | Archeologisch monument    | IJzertijd, Romeinse Tijd en Late Middeleeuwen            |           |                               | 51° 53' 57" NB, 5° 50' 2" OL  | 47093  | Upload foto                       |
| Terrein waarin sporen van bewoning                             | Archeologisch monument    | Romeinse Tijd en Vroege Middeleeuwen                     |           |                               | 51° 54' 48" NB, 5° 50' 24" OL | 47094  | Upload foto                       |
| Terrein waarin sporen van bewoning                             | Archeologisch monument    | Romeinse Tijd en Vroege- en Late Middeleeuwen            |           |                               | 51° 55' 13" NB, 5° 51' 37" OL | 47096  | Upload foto                       |
| Terrein waarin sporen van bewoning                             | Archeologisch monument    | Romeinse Tijd, Vroege- en Late Middeleeuwen              |           |                               | 51° 54' 6" NB, 5° 51' 59" OL  | 47097  | Upload foto                       |
| Terrein waarin sporen van bewoning                             | Archeologisch monument    | IJzertijd, Romeinse Tijd en Vroege- en Late Middeleeuwen |           |                               | 51° 55' 0" NB, 5° 52' 16" OL  | 47098  | Upload foto                       |
| 'Landgoed Schoonderlogt': poortgebouw                          | Bijgebouwen kastelen enz. | 1869                                                     |           | Logtsestraat 4                | 51° 55' 16" NB, 5° 48' 10" OL | 523673 | Meer afbeeldingen                 |
| Villa 'Colorita'                                               | Woonhuis                  | 1907                                                     |           | Rijksweg Zuid 11              | 51° 54' 54" NB, 5° 50' 46" OL | 523674 | Villa 'Colorita'                  |
| 'Huis Reet'                                                    | Boerderij                 | 1869                                                     |           | Wolfhoeksestraat 3            | 51° 53' 56" NB, 5° 50' 31" OL | 523675 | Meer afbeeldingen                 |